# Mort Shuman
Mort Shuman, pseudonimo di Mortimer Shuman (New York, 12 novembre 1938 – Londra, 2 novembre 1991), è stato un cantante, compositore e produttore discografico statunitense.

## Biografia
Shuman nacque a Brooklyn e studiò musica al Conservatorio di New York. Divenne appassionato di musica R&B ed incontrò Doc Pomus con il quale compose per la Aldon Music presso gli uffici del Brill Building di New York. La loro collaborazione vide Pomus nella veste di scrittore di testi e Shuman in quella di musicista benché, occasionalmente, i ruoli si sovrapponessero o addirittura scambiassero. Le loro composizioni vennero poi registrate da artisti quali: Dion, Bobby Darlin, Fabian, The Drifters, Elvis Presley e molti altri.
Dopo l'ascesa mondiale del pop britannico, i due si trasferirono a Londra dove scrissero canzoni per molti musicisti del Regno Unito. La collaborazione tra i due finì nel 1965, Shuman si trasferì a Parigi dove scrisse canzoni per il rocker francese Johnny Hallyday ed iniziò la sua carriera di registrazione. Nel 1968, tradusse i testi francesi del compositore belga Jacques Brel, che alla fine utilizzò per scrivere, produrre e portare al successo la produzione teatrale intitolata Jacques Brel Is Alive and Well and Living In Paris.
Venne nominato presso la Songwriters Hall of Fame.
Muore il 2 novembre 1991 a 52 anni per tumore, lasciando la moglie Maria-Pia e quattro figlie, Maria-Cella, Barbara, Maria-Pia e Eva-Maria.